# Aktion Erntefest
 (juin 2008).
Si vous disposez d'ouvrages ou d'articles de référence ou si vous connaissez des sites web de qualité traitant du thème abordé ici, merci de compléter l'article en donnant les références utiles à sa vérifiabilité et en les liant à la section « Notes et références ».
L’Aktion Erntefest (« Fête de la moisson » en allemand) est le nom de code d'une opération d'extermination réalisée par les nazis lors de la Shoah en Pologne en 1943. Elle avait pour objet l'exécution de tous les Juifs qui survivaient dans le district de Lublin du Gouvernement général, à l'intérieur de la Pologne occupée.
L'opération Erntefest commença à l'aube du 3 novembre 1943 et fut achevée en quelques jours. 42 000 à 43 000 personnes furent assassinées.

## Raisons de l'opération
Le calendrier de l'opération fut apparemment établi en réaction à plusieurs tentatives de résistance des Juifs survivants — par exemple, le soulèvement des camps d'extermination de Sobibor et de Treblinka, et la résistance armée dans les ghettos de Varsovie, Białystok et Vilnius. Les SS craignaient de nouvelles révoltes dans le Gouvernement général et décidèrent d'exterminer tous les Juifs qui restaient, qui étaient soumis au travail forcé dans les camps de Trawniki, Poniatowa et Majdanek.

## Modalités d'exécution
Les camps de travail de Trawniki et de Poniatowa furent encerclés par des unités de SS et de la police. Les Juifs furent contraints de sortir de ces camps par groupes et furent abattus dans les fosses qui avaient été creusées spécialement à proximité. À Majdanek, les Juifs furent d'abord séparés des autres prisonniers. Les Juifs des autres camps de travail dans la région de Lublin furent aussi emmenés à Majdanek et abattus. De la musique était diffusée par haut-parleurs à Majdanek et à Trawniki pour couvrir le bruit des exécutions de masse. L'opération d'extermination fut menée à bien en une journée à Majdanek et à Trawniki. À Poniatowa, elle prit deux jours. Environ 43 000 Juifs furent tués lors de l'opération Erntefest.

## Responsabilités
C'est Himmler qui donna l'ordre de cette extermination au plus haut responsable SS du Gouvernement général de Pologne, Friedrich-Wilhelm Krüger, qui délégua au responsable des SS du district de Lublin, Jacob Sporrenberg.